# Grigore al IV-lea al Constantinopolului
Grigore al IV-lea (în greacă Γρηγόριος Δ΄, transliterat: Grigorios 4; n. secolul al XVI-lea, Imperiul Otoman – , Rodos, Administrația descentralizată a Mării Egee⁠⁠(d), Grecia - d. după 1623) a fost un cleric ortodox grec, care a îndeplinit funcția de patriarh ecumenic al Constantinopolului timp de două luni în 1623.

## Biografie
Înainte de a fi ales patriarh al Constantinopolului, Grigore al IV-lea a fost mitropolit de Amasya. La momentul alegerii sale, el era bătrân și orb de un ochi, așa că i s-a dat numele de Stravoamaseias (în greacă Στραβοαμασείας), adică orbul din Amasya.
Scurta sa perioadă de păstorire a avut loc în contextul conflictului religios dintre patriarhul procalvin Chiril Lukaris, susținut de ambasadorii protestanți olandez și englez în capitala otomană, și oponenții săi susținuți de ambasadorii catolici francezi, austrieci și venețieni. Aceștia din urmă au reușit să-l convingă pe marele vizir să-l detroneze pe Chiril Lukaris la 12 aprilie 1623 și să-l numească în locul său pe Grigore al IV-lea, conducătorul fracțiunii prooccidentale.
Grigore al IV-lea s-a dovedit a fi incompetent și nu a putut plăti taxa de numire (peshtesh) datorată sultanului otoman. În plus, mitropoliții și episcopii erau nemulțumiți de el pentru că nu fusese ales canonic de Sfântul Sinod. Astfel, la 18 iunie 1623, Sfântul Sinod l-a detronat pe Grigore al IV-lea și l-a ales oficial pe mitropolitul Antim al Adrianopolului în locul său.
După destituirea sa, Grigore al IV-lea a fost exilat pe insula Rodos. Data morții sale nu este cunoscută.